# Torre Spaccata, Rom
Torre Spaccata är Roms tolfte zon och har beteckningen Z. XII. Zonen är uppkallad efter det medeltida tornet Torre Spaccata. Zonen Torre Spaccata bildades år 1961.

## Kyrkobyggnader
- Cappella dell'Istituto di Nostra Signora del Suffragio
- Sant'Antonio dell'Omo
- Nostra Signora del Suffragio e Sant'Agostino di Canterbury

## Övrigt
- Casali della Mistica
- Ex Lanificio Giuseppe Gatti
- Villa rustica di Casa Calda
- Villa di Torre Spaccata (sito 1)
- Villa di Torre Spaccata (sito 2)
- Villa romana di Santa Maria dei Ruderi
- Tratto dell'Acquedotto Alessandrino presso il fosso di Tor Tre Teste
- Oratorio di Sant'Erasmo
- Complesso di Casa Calda

## Bilder
| - Tunnelbanestationen Torre Spaccata. - Tunnelbanestationen Torre Spaccata. |